# Casa de Borbón en Francia

la Flor de Lis, símbolo característico de la monarquía francesa.

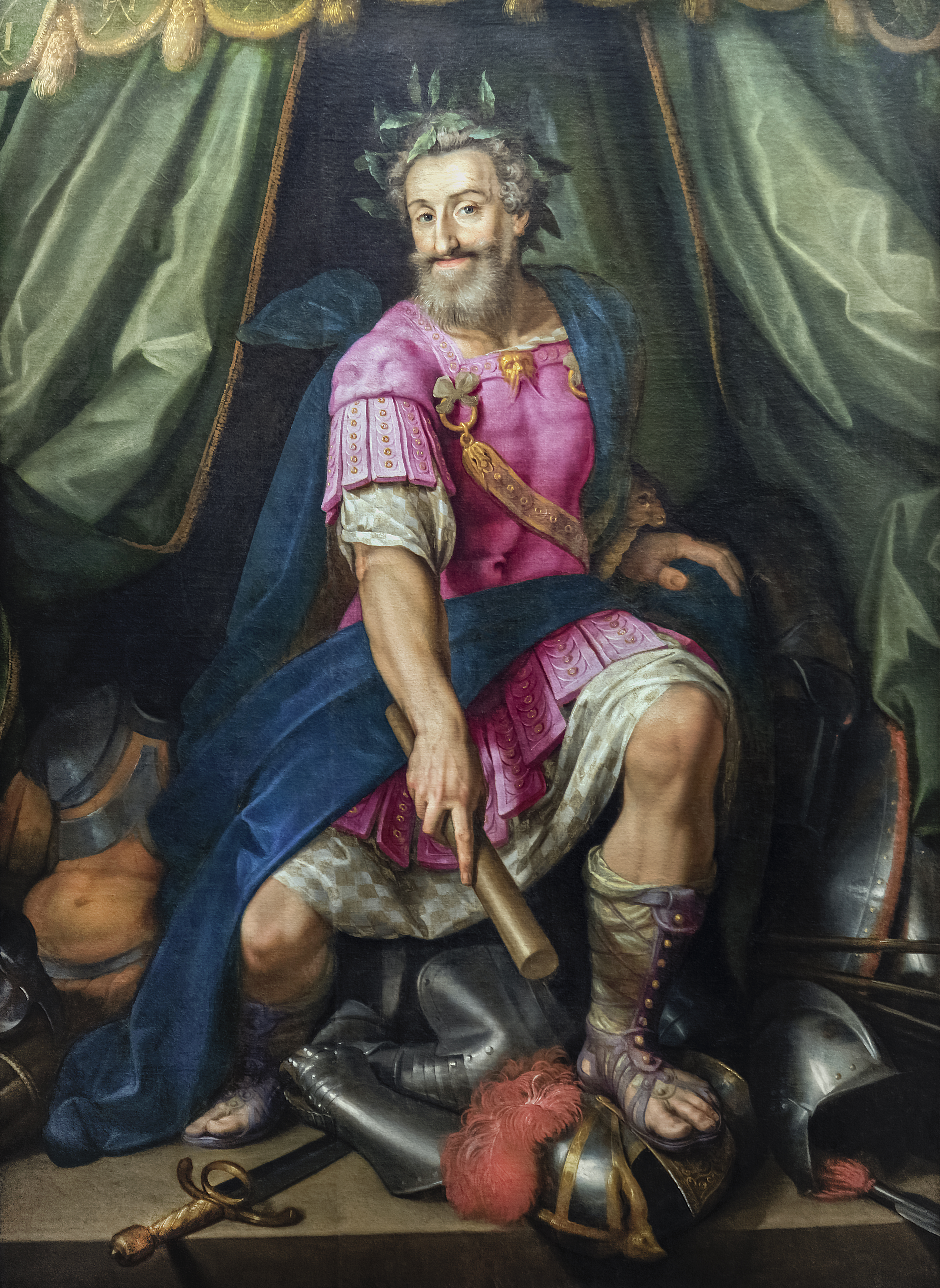
Enrique IV, Fundador de la dinastía borbónica en Francia.

La Casa de Borbón en Francia o casa de Borbón-Capeto (en francés: Maison de Bourbon, Maison capétienne de Bourbon), es una rama de la dinastía de los Capetos y procede del matrimonio de Roberto de Clermont (1256-1317) con Beatriz de Borgoña, señora de Borbón, fundadores de la Casa. Su hijo, Luis I de Borbón, será el primer duque de Borbón en 1327, y de él procede la dinastía que dará a Francia una larga lista de monarcas.
El primer rey Borbón de Francia fue Enrique III de Navarra, hijo de Antonio de Borbón, duque de Vendôme, y de Juana de Albret, Reina de Navarra, que fue coronado Rey de Francia como Enrique IV de Francia, en 1572. Sus descendientes, todos Borbon , reinaron en Francia sin interrupción hasta la caída de Luis XVI y la proclamación de la Primera República Francesa en septiembre de 1792, en el transcurso de la Revolución francesa. Tras la Revolución y el período del Primer Imperio francés, con el emperador Napoleón Bonaparte, la Restauración borbónica restablece en el trono a los dos hermanos menores de Luis XVI: Luis XVIII de 1814 a 1824, y Carlos X de 1824 a 1830. Este último fue depuesto tras la Revolución de 1830 que llevó al trono a Luis Felipe I de Francia, de la Casa de Borbón-Orleans, una rama descendiente del segundo hijo de Luis XIII de Francia, Felipe I de Orleans. La rama "Borbón-Francia" se extinguió en 1883 con la muerte del conde de Chambord, Enrique de Artois, nieto de Carlos X.
La línea de sucesión sigue la línea masculina de primogenitura anteponiendo al varón ante las mujeres, dando así al varón el privilegio de obtener el primer puesto en la línea de sucesión a la corona con el título de Delfín. En la actualidad dos ramas de la Casa de Borbón, Borbón (legitimistas) y Borbón-Orleans (orleanistas), se disputan el derecho al trono de Francia. El jefe de la casa de Borbón legitimista es Luis Alfonso de Borbón y Martínez-Bordiú, que utiliza los títulos de cortesía de duque de Anjou, duque de Touraine y duque de Borbón. Se encuentra casado con Margarita Vargas Santaella y tienen tres hijos: Eugenia, Luis (duque de Borgoña) y Alfonso (duque de Berry). El jefe de la casa de Borbón-Orleans es Juan de Orleans, y lleva los títulos de cortesía de conde de París y duque de Francia.

## Lista de reyes Borbones en Francia
- Reinado de Enrique IV (1572-1610).
- Reinado de Luis XIII (1610-1643).
- Reinado de Luis XIV (1643-1715).
- Reinado de Luis XV (1715-1774).
- Reinado de Luis XVI (1774-1792).

- Primera Restauración Borbónica.
  - Reinado de Luis XVIII (abril de 1814-marzo de 1815).
- Segunda Restauración Borbónica.
  - Reinado de Luis XVIII (julio de 1815-1824).
  - Reinado de Carlos X (1824-1830).
- Monarquía de Julio.
  - Reinado de Luis Felipe I (1830-1848).